# Erich Frost

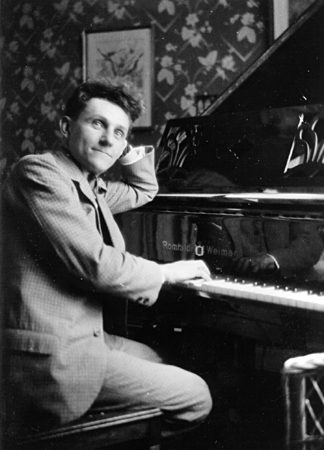
Erich Hugo Frost al pianoforte nel 1931

Erich Hugo Frost (Lipsia, 22 dicembre 1900 – Lubecca, 30 ottobre 1987) è stato un compositore tedesco nonché rappresentante dei Testimoni di Geova nella Germania nazista.

## Biografia
Il giovane Frost studia musica a Lipsia dal 1919 ma abbandonò gli studi poco dopo per problemi economici. Dopo aver lasciato il conservatorio, inizia a guadagnarsi da vivere organizzando spettacoli musicali nei caffè e in altri luoghi di Lipsia.
Sua madre, già Testimone di Geova, fece battezzare Erich il 4 marzo 1923.
Del 1924, fu incaricato dalla Società Torre di Guardia di supervisionare il deposito di letteratura di Lipsia. Dal 1928 partecipò alle rappresentazioni del Fotodramma della Creazione in Germania. A Stettino, Frost realizzò l'accompagnamento musicale per il film muto e dal 1932 il Fotodramma fu rappresentato nella Prussia orientale. Visitò molte congregazioni dei Testimoni di Geova come sorvegliante itinerante ("fratello pellegrino") o oratore biblico.

### L'epoca del nazionalsocialismo
Dopo la messa al bando dei Testimoni di Geova da parte del regime nazista, Frost fu arrestato per la prima volta nella primavera del 1934 e rilasciato dopo dieci giorni di prigione. Tornò in Cecoslovacchia dove mise in scena il Fotodramma per 122 volte e successivamente tornò in Germania nel maggio 1935. Il 13 giugno 1935 fu nuovamente arrestato e imprigionato per cinque mesi nel campo di concentramento di Columbia a Berlino.
Dal settembre del 1936 si tenne un congresso dei Testimoni di Geova a Lucerna. Frost fu incaricato da J. F. Rutherford di organizzare le attività clandestine dei Testimoni di Geova in Germania al posto di Paul Balzereit, il precedente rappresentante. In questa veste, Frost organizzò una campagna di volantinaggio a livello nazionale per il 12 dicembre 1936. Il 21 marzo 1937 fu arrestato dalla Gestapo e mandato nel campo di concentramento di Esterwegen fino allo scoppio della seconda guerra mondiale. La moglie fu arrestata nel luglio 1937.
Dopo lo scoppio della guerra, Frost fu trasferito nel campo di concentramento di Sachsenhausen dove, nella primavera del 1942 compose l’inno corale, solo per voci maschili, Fest steht in großer, schwerer Zeit, altresì intitolato e conosciuto come  Jehovas Zeugen o Vorwärts, ihr Zeugen! (Testo in corsivo''Testimoni, avanti!).
Compose un secondo cantico dal titolo Welch ein Duften durch das Land zieht, in cui elogiava la primavera in arrivo con tutta la sua speranza, il coraggio e l'orientamento verso il futuro.  Alla fine del luglio 1941, Frost fu trasportato a Neuengamme, dove nel 1943 compose un terzo cantico, Wolkendunkel.
In seguito, Frost fu inviato in un distaccamento di lavoro per costruire una casa per gli ufficiali SS di alto rango sul lago Wolfgang. Fu poi impiegato nella Brigata di costruzione I sull'isola di Alderney, nel campo di concentramento della Manica. Fu poi trasportato a Saint-Malo via nave e infine via ferrovia di ritorno in Germania attraversando Francia, Belgio e Paesi Bassi. Originariamente, Frost e gli altri prigionieri dovevano essere imbarcati sulle navi nella baia di Kiel ma il trasporto fu forzato verso l'Austria. Fu liberato il 5 maggio 1945.

## Nel dopoguerra
Frost fu a capo della Società Torre di Guardia a Magdeburgo fino a quando questa fu messa al bando dalla Repubblica Democratica Tedesca il 30 agosto 1950. In seguito fu il supervisore della nuova filiale della Società Torre di Guardia a Wiesbaden. Si dimise da questo incarico nel 1955 per motivi di salute.
A metà degli anni Cinquanta, il Ministero per la Sicurezza dello Stato (MfS) della DDR cercò di reclutare Frost come "impiegato non ufficiale" (IM). Il nome in codice dell'operazione era "Winter". L'incontro con Frost ebbe luogo a Wiesbaden il 12 luglio 1956, ma non ebbe successo. Lo MfS iniziò quindi a screditare Erich Frost, diffamandolo per molti anni. Fu distribuito un opuscolo dal titolo: Erich Frost – Der Verräter an der Sache Jehovas (Erich Frost - Il traditore della causa di Geova). Nell'edizione del 19 luglio 1961 della rivista Der Spiegel, apparve un articolo su Erich Frost con il titolo Väterchen Frost (Padre Frost): in questo articolo si faceva riferimento ai verbali dell'interrogatorio della Gestapo dove fu accusato di aver tradito diversi compagni di fede durante il periodo passato in prigione. Queste informazioni erano state fatte trapelare a Der Spiegel proprio dallo MfS, come è emerso in seguito. Tuttavia, le accuse contro Frost non finirono qui.
Nel 1964, Erich Frost lasciò la filiale e divenne noto come oratore ai convegni dei Testimoni di Geova, ad esempio a Norimberga nel 1946, 1953 e 1955, a Berlino nel 1949 e 1951 e ad Amburgo nel 1961. Erich Frost morì il 30 ottobre 1987 all'età di 86 anni.

## Cantico "Testimoni, avanti!"
Durante la sua prigionia nel campo di concentramento di Sachsenhausen, Frost compose la canzone "Testimoni, avanti!". Frost riferisce:
Frost insegnò i singoli versi a quattro compagni di prigionia. Dovevano impararli a memoria e, dopo il lavoro, gli recitavano le quattro strofe. Questo gli permise di inserire le parole sotto lo spartito esistente. La canzone fu nascosta fuori dal campo in una conigliera e alla fine arrivò in Svizzera. I Testimoni in Svizzera inviarono la canzone alla sede mondiale dei Testimoni di Geova a Brooklyn dove fu cantata per la prima volta il 1º agosto 1948 da un coro negli Stati Uniti.. 
1. Strofa

Fest und entschlossen in dieser bösen Zeit,

für Wahrheit zu kämpfen steht Gottes Volk bereit.

Vor Satans gehässigen Scharen

als Christen sie Mut offenbaren.

Ritornello

Drum vorwärts, ihr Zeugen, nun starken Herzens seid,

Und freut euch im Werke Jehovas allezeit.

Verkündet die Botschaft, ob alt oder jung.

Bald kommt Segen durch die neue Ordnung.

2. Strofa

Wahrheit und Recht haben Menschen weggetan.

Den Namen Jehovas Verleumder greifen an.

Sie werden in Schranken getrieben

durch Christen, die Gott wirklich lieben.

3. Strofa

Streiter Jehovas sind heute nicht bequem,

zwar weder der Welt noch den Herrschern angenehm;

doch stehen sie da, fest im Glauben.

Nichts kann ihre Lauterkeit rauben.»
Per molti decenni, la canzone ha fatto parte dei canzonieri utilizzati dai Testimoni di Geova durante le loro riunioni e convention. La terza strofa è stata modificata nel 1986. Per i canzonieri Singt Lieder für Jehova e Singt voller Freude für Jehova, introdotti rispettivamente nel 2010 e nel 2017, è stato riscritto gran parte del testo con il titolo "Fest und entschlossen", in modo che rimanesse solo la melodia originale.
Il cantico è fino a oggi conosciuto come il cantico numero 61 del libretto dei cantici dei Testimoni di Geova e ha conservato il titolo storico originale: "Testimoni, avanti!" .